# Championnats du monde de gymnastique aérobic 2024
Navigation
Guimarães 2022 Édition suivante
Les 18es championnats du monde de gymnastique aérobic ont lieu à Pesaro en Italie du 27 au 29 septembre 2024.

## Podiums
| Épreuves    | Or | Argent | Bronze |
| ----------- | --- | --- | --- |
| Individuel  | | | |
| Hommes      | Miquel Mañé | Mizuki Saito | Davide Nacci |
| Femmes      | Riri Kitazume | Anastasiia Kurashvili | Maëlys Lenclos |
| Groupes     | | | |
| Paire mixte | Japon - Riri Kitazume - Mizuki Saito | Azerbaïdjan - Vladimir Dolmatov - Madina Mustafayeva                                                                                  | Brésil - Tamires Silva - Lucas Barbosa |
| Trios       | Chine - Zhang Jingshan - Wang Zhenhao - Zhang Qingzhou                                                                                                 | France - Maëlys Lenclos - Clara Lestruhaut - Victoria Trosset                                                                         | Bulgarie - Tihomir Barotev - Borislava Ivanova - Antonio Papazov                                                                                |
| Groupes     | Chine - Fan Siwei - Feng Lei - Liu Yunsong - Zhang Jingshan - Li Lihao                                                                                 | Viêt Nam - Nguyễn Chế Thanh - Nguyễn Việt Anh - Vương Hoài An - Trần Ngọc Thúy Vi - Lê Hoàng Phong                                    | Italie - Marcello Patteri - Matteo Falera - Sara Cutini - Francesco Sebastio - Davide Nacci                                                     |
| Step        | Corée du Sud - Song Sungkyu - Cho Eunha - Kim Min-ji - Yoon Changil - Kim Munsu - Kim Hyeonji - Moon Chaeran - Lee Hakjoo                              | Chine - Duan Jiahao - Liang Weijun - Wang Jia - Yu Jiaming - Zhang Gaojie - Cai Jiaxuan - Xi Yuefeng - Ye Boyu                        | Ukraine - Alisa Diachenko - Maryna Kutseva - Mariia Yatsenko - Daria Subotina - Veronika Sydorova - Ilona Shelest - Artem Kokarev - Alina Hołub |
| Danse       | Hongrie - Antonia Konig - Tunde Himmel - Kamilla Goda - Andras Agoston Mikulecz - Anna Makranszki - Vanessza Ruzicska - Fruzsina Fejer - Zoltan Locsei | Roumanie - Vlăduț Popa - Larisa Suiu - Mara Dragomir - Claudia Ristea - Madalin Boldea - Antonio Surdu - Darius Branda - Daria Mihaiu | Corée du Sud - Lee Jun-kyu - Han Jae-hyun - Koh Eun-byeol - Park Yeon-sun - Kim Eung-soo - Kim Hyeog-jin - Shin Jin-ho - Ryu Min-ji             |
| Équipes     | | | |
| Équipes     | Italie | Roumanie | Chine |